# Южная Корея на зимних Олимпийских играх 1948
Республика Корея принимала участие в Зимних Олимпийских играх 1948 года в Санкт-Мориц (Швейцария) в первый раз за свою историю, но не завоевала ни одной медали.

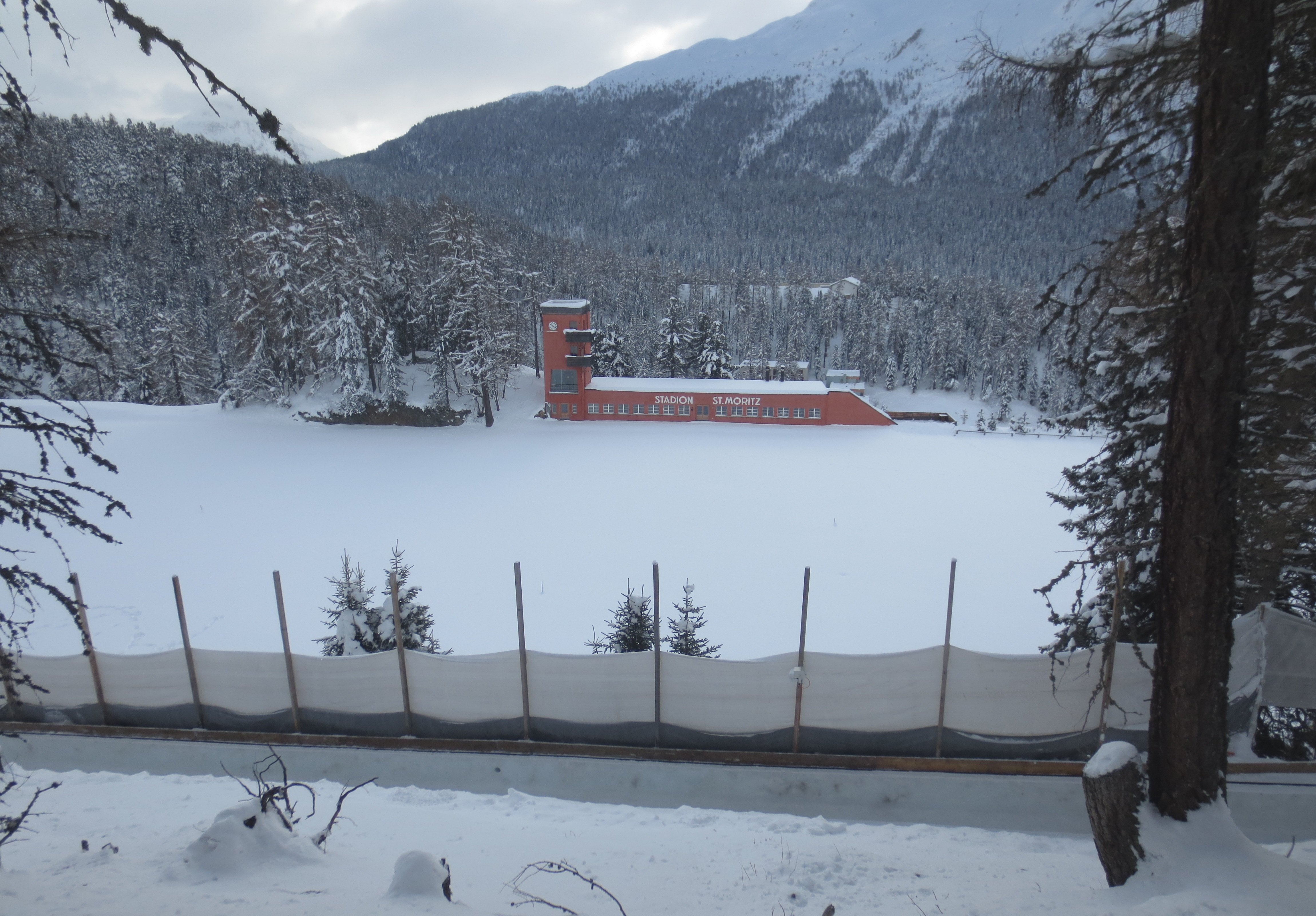
Современный вид бывшего ледового стадиона Бадруттс Парк.

## Состав сборной
Сборная состояла из трёх спортсменов: все мужчины, все конькобежцы. Ли Чонгук был знаменосцем и впервые на Олимпийских играх нёс «тхэгыкки» — флаг Республики Корея.

## Результаты
Забеги прошли на открытом льду Бадруттс Парка, расположенном на высоте 1856 метров над уровнем моря.
| Спортсмен            | Дистанция | Время  | Место |
| -------------------- | --------- | ------ | ----- |
| Чхве Ёнджин (최용진) | 500 м     | 45.7   | T21   |
| Чхве Ёнджин (최용진) | 1500 м    | 2:29.8 | 31    |
| Ли Чонгук (이종국)   | 1500 м    | 2:30.9 | T36   |
| Ли Чонгук (이종국)   | 5000 м    | 9:36.7 | 38    |
| Ли Хёчан (이효창)    | 500 м     | 45.9   | T23   |
| Ли Хёчан (이효창)    | 1500 м    | 2:23.3 | 19    |
| Ли Хёчан (이효창)    | 5000 м    | 9:05.4 | 25    |